# مسجد دربند
مسجد دربند مربوط به دوره ایلخانی است و در اردستان، خیابان شهید فائق، محله مون، خیابان مون واقع شده و این اثر در تاریخ ۳۰ تیر ۱۳۸۴ با شمارهٔ ثبت ۱۲۱۱۳ به‌عنوان یکی از آثار ملی ایران به ثبت رسیده است.